# Plagiogyria japonica
Plagiogyria japonica är en ormbunkeart som beskrevs av Takenoshin Nakai. Plagiogyria japonica ingår i släktet Plagiogyria och familjen Plagiogyriaceae. Inga underarter finns listade.